# Goryphus brahminus
Goryphus brahminus là một loài tò vò trong họ Ichneumonidae.